# SunPower
SunPower Corporation (NASDAQ: SPWR

) er en amerikansk fotovoltaik- og energilagringsvirksomhed, der er baseret i San Jose, Californien. Virksomheden blev etableret i 1985 af Richard Swanson. SunPower er børsnoteret på NASDAQ, mens TotalEnergies siden 2011 har ejet en kontrollerende aktiepost i virksomheden (50,6 %).
SunPower fokuserer på salg, design, installation, service og vedligehold af solcelleanlæg og batterilagring af energi.